# ياسر طنطاوي

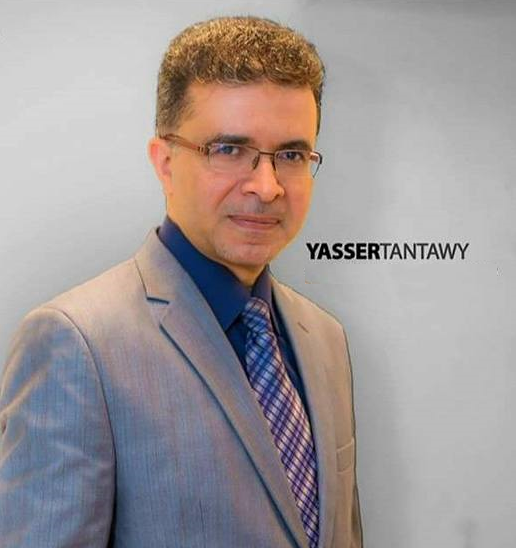

الاب عبدالحكيم علي طنطاوي 
ياسر طنطاوي صحفي مصري ورئيس تحرير.

## التعليم
- حاصل على ليسانس آداب - جامعة القاهرة 1993
- دبلوم الصحافة - كلية الاعلام - جامعة القاهرة
- ماجستير - جامعة القاهرة 2002
- دكتوراه بامتياز - مرتبة الشرف الأولى 2007
- اللغات: العربية - الإنجليزية - العبرية - الألمانية - الفارسية
- حاصل على زمالة كلية الدفاع الوطنى - اكاديمية ناصر العسكرية

## العمل
- نائب رئيس تحرير بدار الجمهورية للصحافة
- عضو مركز الجمهورية للدراسات السياسية والامنية
- مراسل صحفى بجامعة الدول العربية - مراسل صحفى برئاسة الجمهورية
- رئيس تحرير عدد من الصحف المستقلة والحزبية واللندنية ومنها
- جريدة انباء الاسبوع - انباء الساعة - كنوز عربية - الربيع العربي
- رئيس تحرير وكالة انباء مصر [1]
- رئيس تحرير جريدة النهضة الالكترونية [2]
- رئيس تحرير وكالة انباء القاهرة الآن [3]
- رئيس مجلس إدارة جمعية اعلام الشرق الأوسط [4]
- أول نقيب للنقابة العامة للاعلام الالكترونى في مصر[5]
- رئيس تحرير في الاعداد التليفزيونى بالقناة الثانية لمدة عامين لبرامج يومية على الهواء
- فترة تدريب لمدة ثلاثة اعوام في بداية العمل الصحفى بالاهرام - الاخبار - رويتر - وكالة انباء الشرق الأوسط
- شارك في بداية عمل واصدار صحف مثل اللواء العربي - الدستور - صوت الامة
- عمل بعدد من الصحف والمجلات العربية والمصرية مثل جريدة الحياة اللندنية - الشرق الأوسط - الرياض
- جريدة المدينة - السياسة الكويتية - نصف الدنيا - السياسة الدولية - حواء

## أخرى
- محاضر بكلية الاعلام - جامعة القاهرة، محاضر بكلية سياسية واقتصاد - جامعة القاهرة، كلية الاعلام بجامعة فاروس بالإسكندرية
- النشاط الاجتماعى والرياضى: عضو مجلس إدارة نادى الشيخ زايد لمدة عام، عضو بنادى الصيد المصري
- عضو بنادى الزمالك، وحاصل على بطولات في الكاراتيه
- حاصل على جائزة الشيخ زايد في الكتابة المسرحية
- حاصل على دورات تدريبية وورش عمل في الصحافة الالكترونية - السيناريو - اعداد البرامج
- السياسة العربية والدولية - جذب الشباب لقرأة الصحف - الهجرة غير الشرعية
- حقوق الإنسان ومراقبة الانتخابات والتسويق الالكترونى